# The House That Jazz Built
The House That Jazz Built er en amerikansk stumfilm fra 1921 af Penrhyn Stanlaws.

## Medvirkende
- Wanda Hawley som Cora Rodham
- Forrest Stanley som Frank Rodham
- Gladys George som Lila Drake
- Helen Lynch som Kitty Estabrook
- Clarence Geldart som Mr. Estabrook
- Helen Dunbar som Mrs. Drake
- Robert Bolder som Mr. Foster